# CRH
CRH Plc. — ирландский производитель строительных материалов. Штаб-квартира располагается в Дублине. Занимает 428 место в Fortune Global 500 (2011 год).

## История
CRH Plc была образована в 1970 году путём слияния государственных компаний Cement Limited (создана в 1936 году) и Roadstone Limited (создана в 1949 году). На момент создания компания была единственным производителем цемента в Ирландии и основным производителем асфальта и изделий из цемента.
В 1973 году компания начала международную экспансию с приобретения голландской компании Van Neerbos. В 1978 году с приобретением Amcor компания выходит на американский рынок.
В 1985 году CRH приобретает американскую Callanan Industries, а в 1987 испанскую Beton Catalan Group. К концу 80-х годов компания присутствовала в 7 странах.
1990-е годы были отмечены расширением бизнеса как в США, так и в Европе. Причём европейские инвестиции компании распространились с приобретением польской Cementownia Ozarów и на Восточную Европу.
Компания инвестировала не только в производство цемента, но и в производство других строительных и отделочных материалов: стекло, плитка, кирпич и пр.
Экспансия компании продолжилась и в 2000-е годы. В 2000 году CRH за  €348 приобретает The Shelly Company в США. В 2001 и 2002 годах на поглощения тратится €2 млрд. Крупнейшим приобретением в эти годы становится американская Mount Hope Rock Products. В последующие годы инвестиции компании росли и только за 2006 год расходы на поглощения составили более €2 млрд. В 2006 году CRH совершила крупнейшее поглощение в своей истории: была приобретена американская Ashland Paving And Construction за €1,1 млрд.
В 2007 году компания приобретает Harbin Sanling Cement (КНР), Conrad Yelvington Distributors (США), Gétaz Romang (Швейцария), Acoustical Materials Services (США), Vistawall (США), а также 50% долю в Denizli Cement (Турция).

## Компания сегодня
На сегодняшний день деятельность компании разделена на 2 направления: производство и распределение, каждое из которых делится по территориальному признаку (Европа и Америка).
На сегодняшний день компания производит в Европе (за 2008 год) 16,5 млн тонн цемента, 4,2 млн тонн асфальта, 12,9 млн м³ бетона, 1,4 млн тонн извести, 7,1 млн тонн изделий из бетона и 76,2 млн тонн прочей продукции. В США компания производит (2008 год) 45,4 млн тонн асфальта, 8 млн м³ изделий из бетона и 149,7 млн тонн прочих материалов.
Производство компании размещено в 35 странах.